# Surt (esogeologia)
Surt è un centro eruttivo presente sulla superficie di Io.